# Grafing bei München
Grafing bei München è un comune tedesco di 12 543 abitanti, situato nel land della Baviera.